# Erosa
Erosa là danh pháp khoa học của một chi cá biển trong họ Cá mao mặt quỷ (Synanceiidae) thuộc bộ Cá mù làn (Scorpaeniformes), được tìm thấy ở tây Thái Bình Dương.

## Các loài
Hiện tại có 1 loài được ghi nhận trong chi này:
- Erosa erosa (G. Cuvier, 1829)